# What About Us (The Saturdays)
What About Us è un singolo del gruppo musicale pop britannico The Saturdays pubblicato come secondo estratto dal quarto album in studio, Living for the Weekend. Il brano è stato il primo singolo internazionale della girlband facendo da lancio all'EP internazionale Chasing the Saturdays, per approdare anche sul mercato americano e oceanico.
Presenta al lato B il singolo acustico Somebody Else's Life.
Il singolo, scritto da Camille Purcell, Philip Jacobs e Ollie Jacobs, quest'ultimo anche produttore della canzone, è uscito sul mercato canadese e statunitense il 18 dicembre 2012, in Regno Unito è stato reso disponibile a partire dal 16 marzo 2013. Una seconda versione del brano, con il rapper giamaicano Sean Paul è stato reso disponibile per il mercato internazionale.
Sul mercato del Regno Unito, il singolo ha riscontrato un notevole successo approdando al primo posto delle classifiche. Il singolo ha venduto oltre 500 000 copie.

## Video
Il video del brano è stato pubblicato sul canale Vevo-YouTube del gruppo l'11 gennaio 2013. Il videoclip è stato girato a Los Angeles, dove la band era impegnata a girare il documentario Chasing the Saturdays per l'emittente televisiva E!.

## Tracce
CD singolo
1. What About Us - 3:24

CD Singolo - Versione UK
1. What About Us (feat. Sean Paul) - 3:40
2. What About Us - 3:24
3. Somebody Else's Life (acustico) - 3:18

## Classifiche
| Classifica (2011)               | Posizione massima |
| ------------------------------- | ----------------- |
| Europa                          | 3                 |
| Irlanda                         | 6                 |
| Scozia                          | 1                 |
| Regno Unito                     | 1                 |
| Australia                       | 14                |
| Stati Uniti Pop Digital Songs   | 50                |
| Stati Uniti Hot Dance Club Play | 27                |
| Polonia                         | 2                 |
| Ungheria                        | 2                 |